# Ich Du Sie: Darlenes Männer
Ich Du Sie: Darlenes Männer (Originaltitel: Eu Tu Eles) ist ein brasilianischer Film.

## Handlung
Die alleinerziehende, junge und lebensfrohe Darlene kehrt mit ihrem unehelichen Sohn in ihren Heimatort in Ceará zurück und heiratet den alten Osias. Trotz ärmlicher Lebensumstände und der Widrigkeiten des Lebens verliert sie nicht ihren Optimismus. Dabei kümmert sie sich nicht um gesellschaftliche Normen und lebt schließlich mit drei Männern und vier Söhnen zusammen.

## Kritiken
Das Magazin Der Spiegel urteilte im März 2001: Der filmische Stil ist schlicht, doch die Hauptdarstellerin Regina Casé, die in ihrer Heimat eine Star-Entertainerin mit einer eigenen wöchentlichen TV-Show ist, reißt mit ihrem Bombentemperament alles raus. Das Lexikon des internationalen Films bezeichnet Ich Du Sie: Darlenes Männer als eindringliche Parabel über das Geschlechterverhältnis, die die realen Verhältnisse auf den Kopf stellt und pointiert die Möglichkeit eines radikalen Gegenentwurfs vor Augen führt.